# برج الدموع
برج الدموع ، المعروف باسم برج سيدي بنعاشر أو اسقالة القديمة أو برج القايد ، هو حصن موجود بسلا في المغرب.

## أصل التسمية
سمي كذلك لأن السلطان أبو يوسف يعقوب بن عبد الحق أجرى فيه دموعه.

## الهندسة
كان أعظم هذه الأبراج وأحسنها وأبهجها شكلا وضخامة و ارتفاعا برج الدموع بالسور المريني من الجهة الغربية بين ضريح سيدي بنعاشر وابن المجرادِ رضي الله عنهما.
و كان البرج لحسن شكله يعد من منتزهات المدينة لكونه يقابل العدوتين والبحر و النهر والمروج، ويشاهد منه غنه غروب الشمس الرونق الذي يكسوا البحر من اصفرار الشمس.
لذلك قال بعض الغرباء الوافدين على سلا في مدحها ومدح هذا البرج المذكور:

## مكتبة الصور

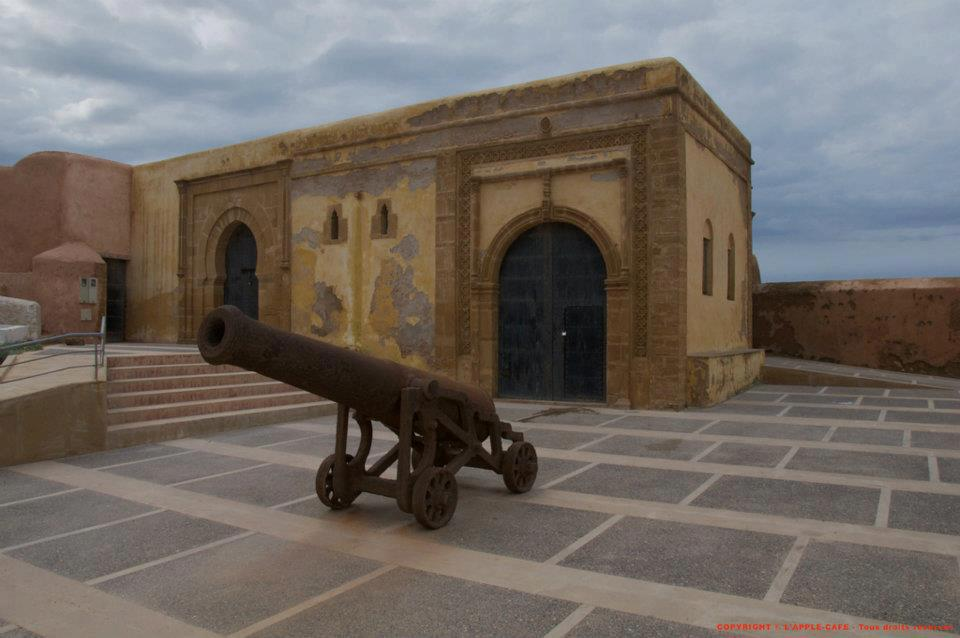
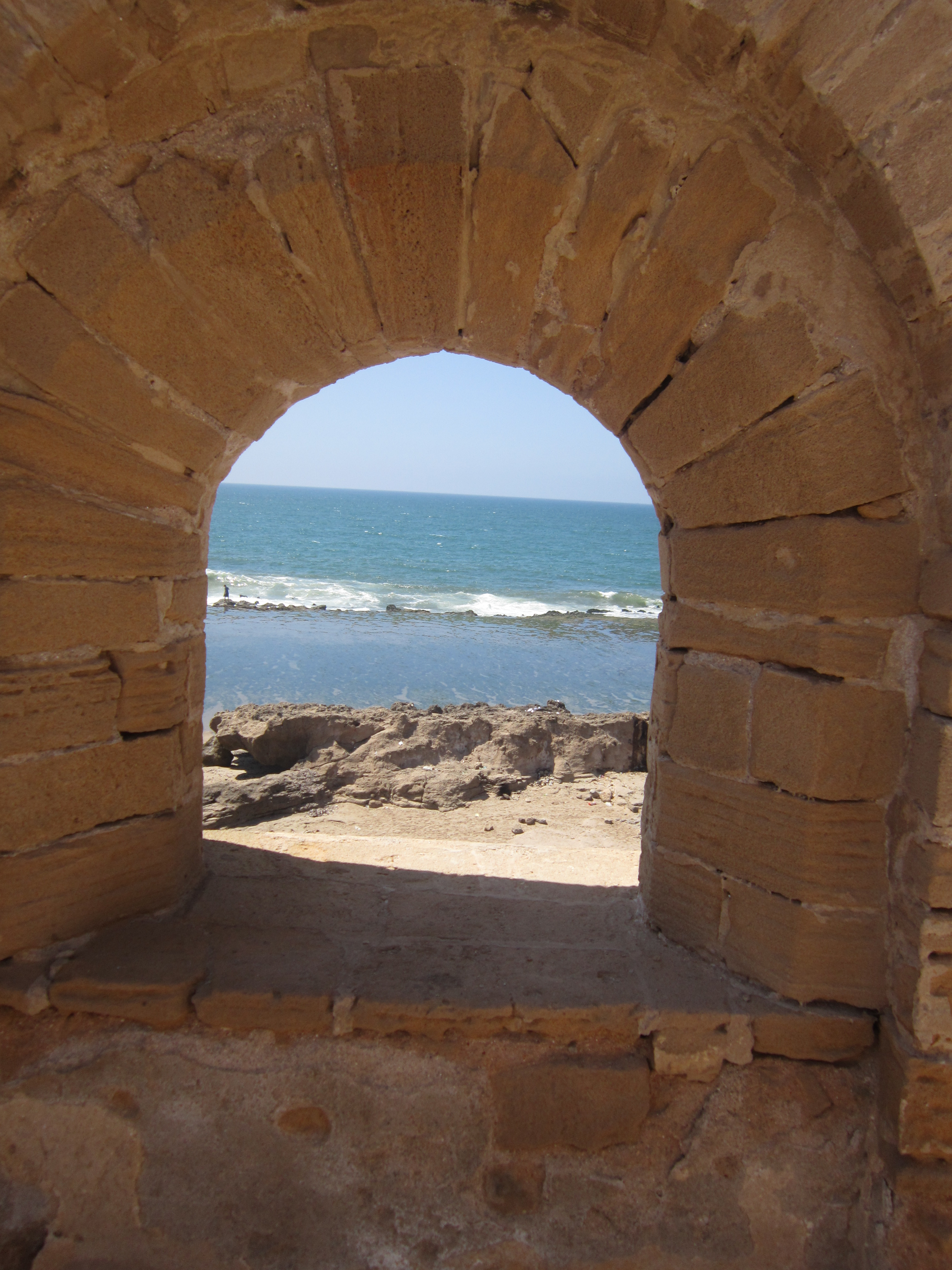
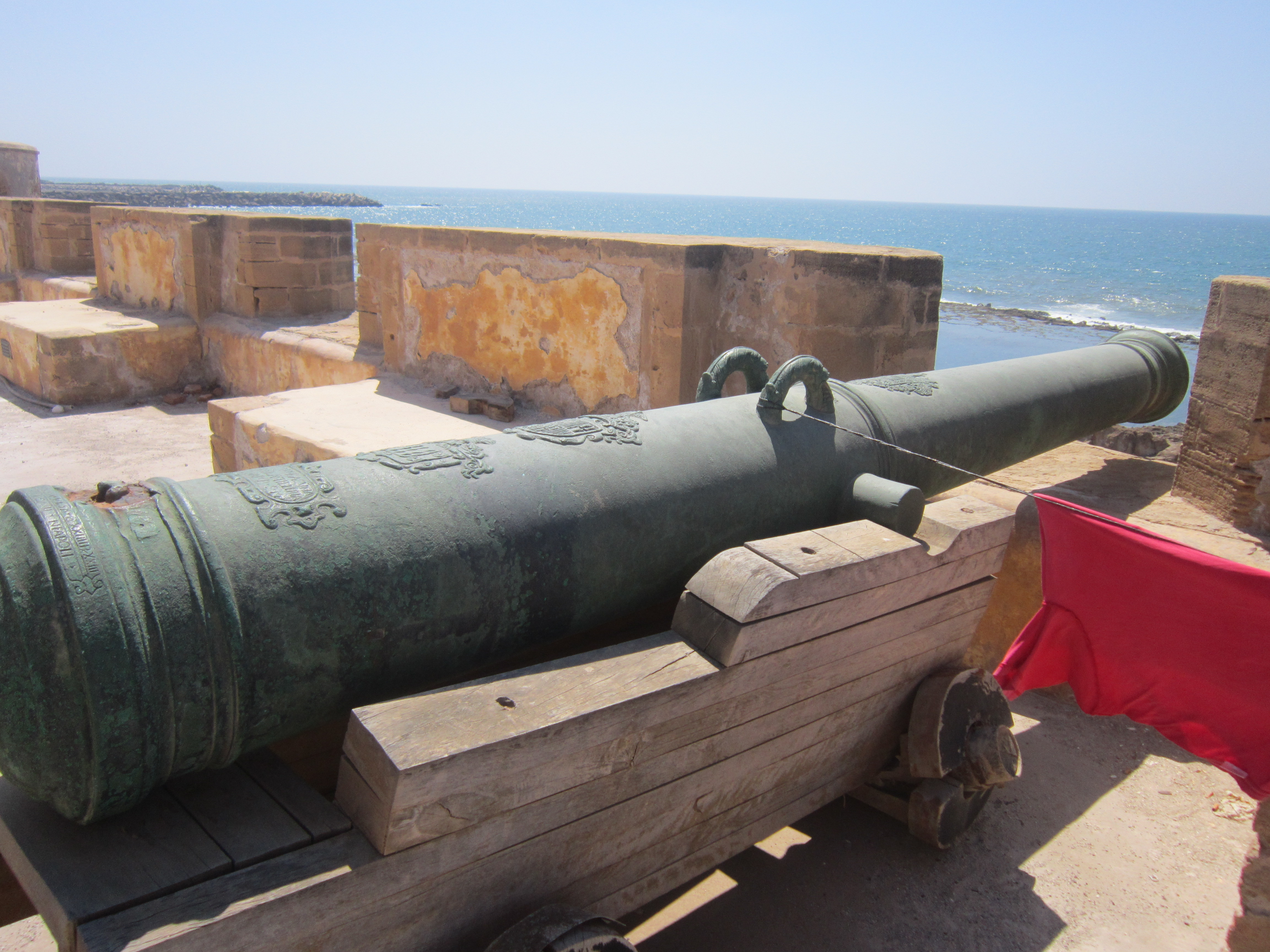
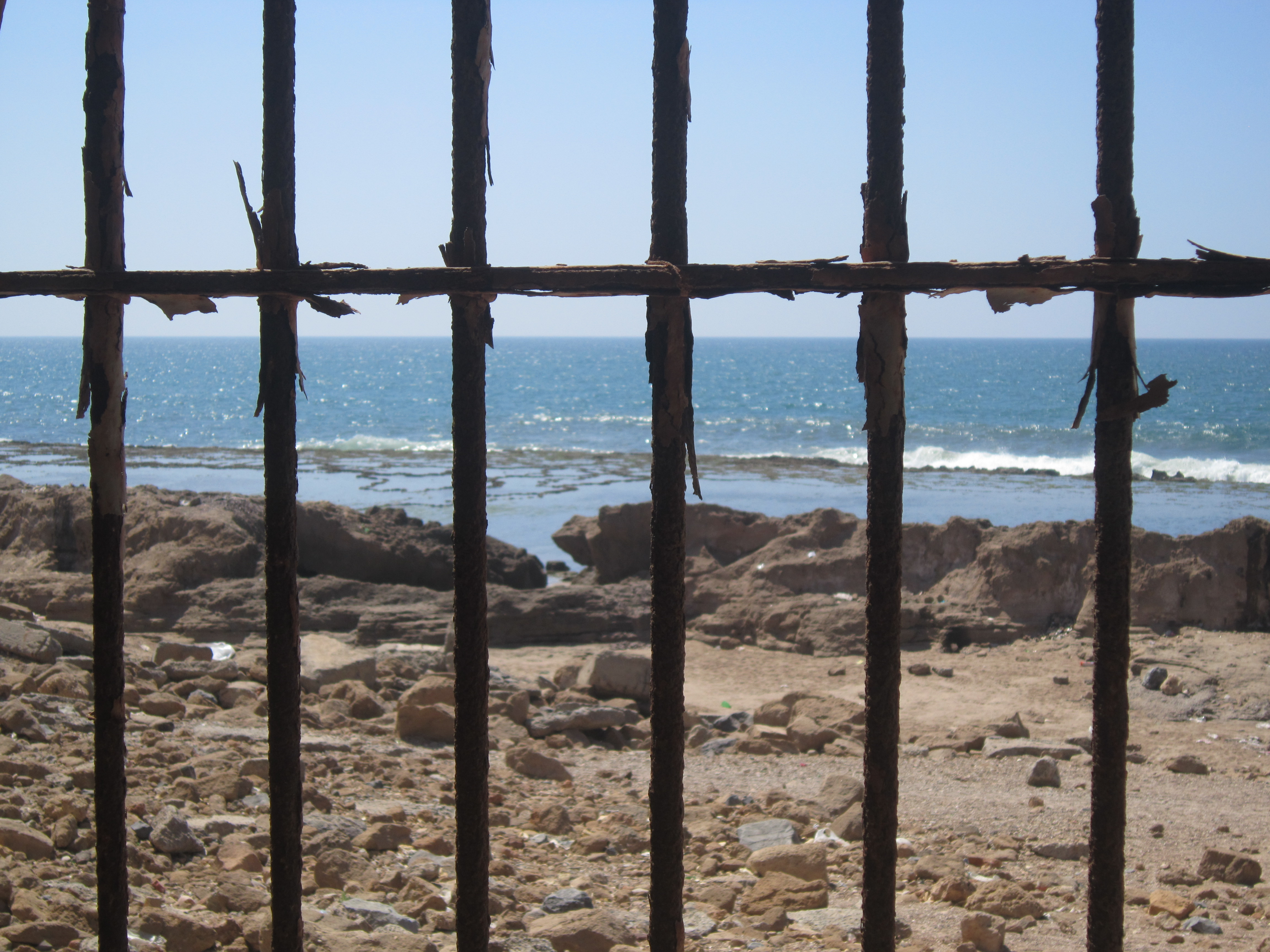
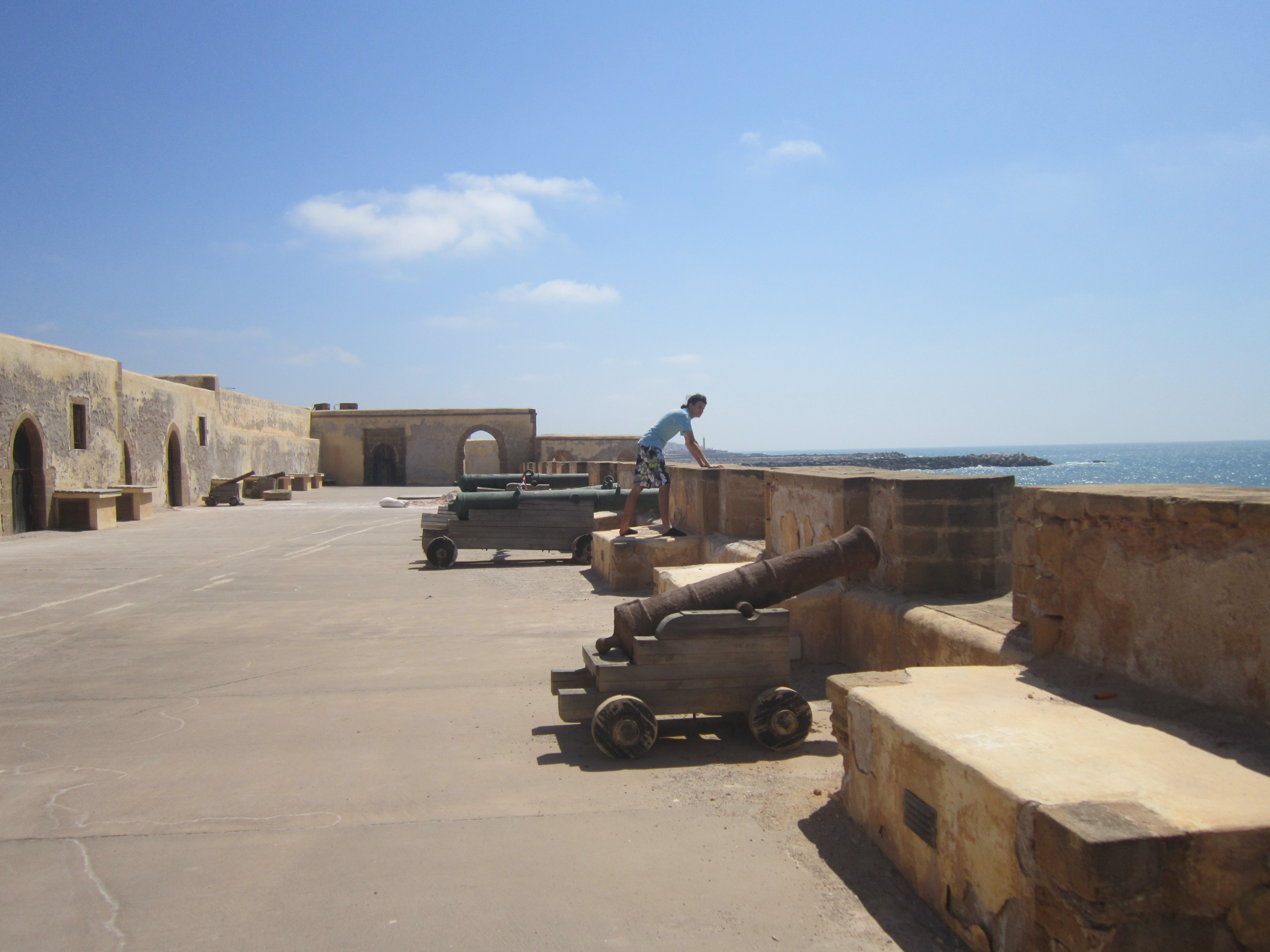
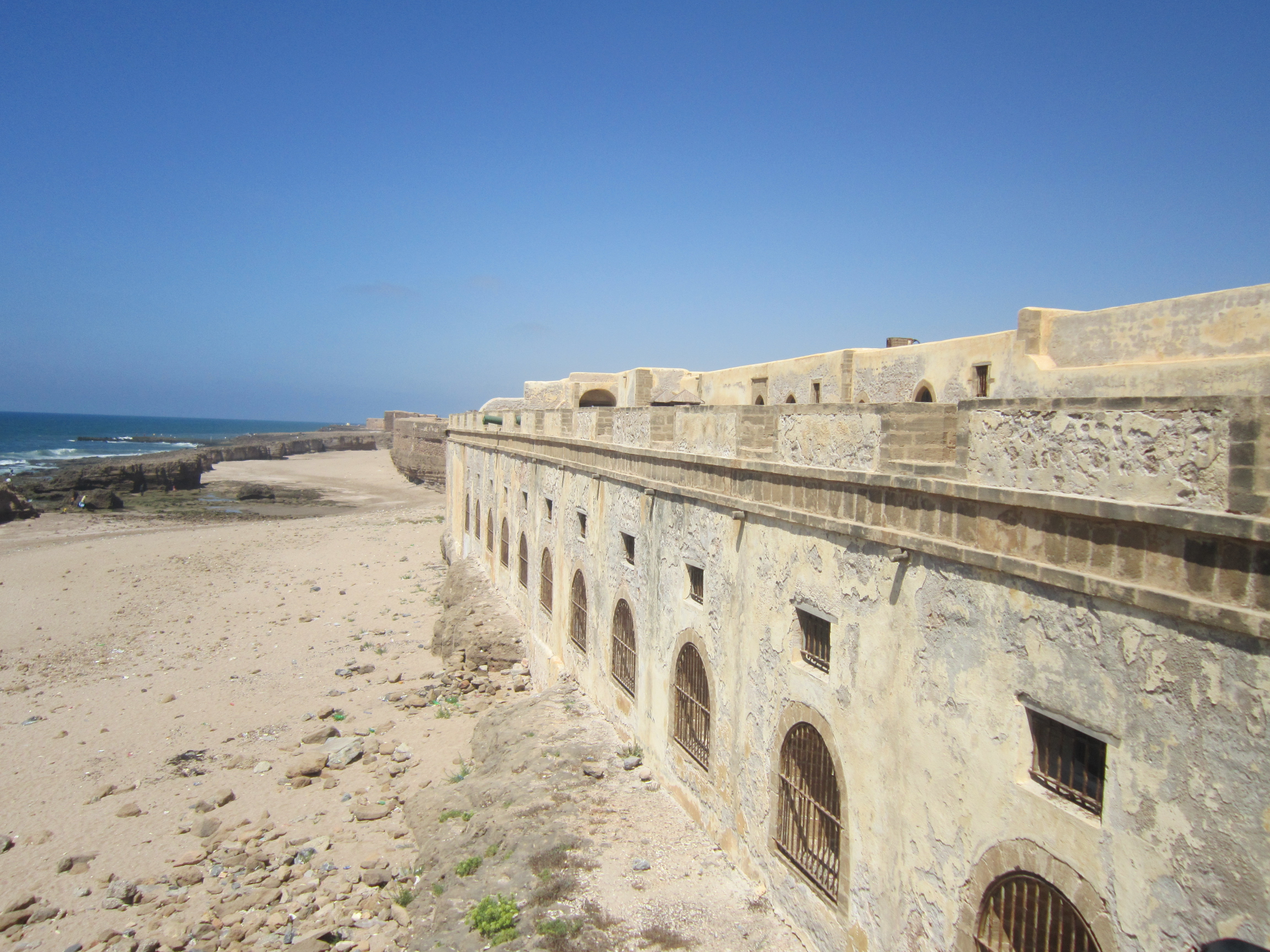
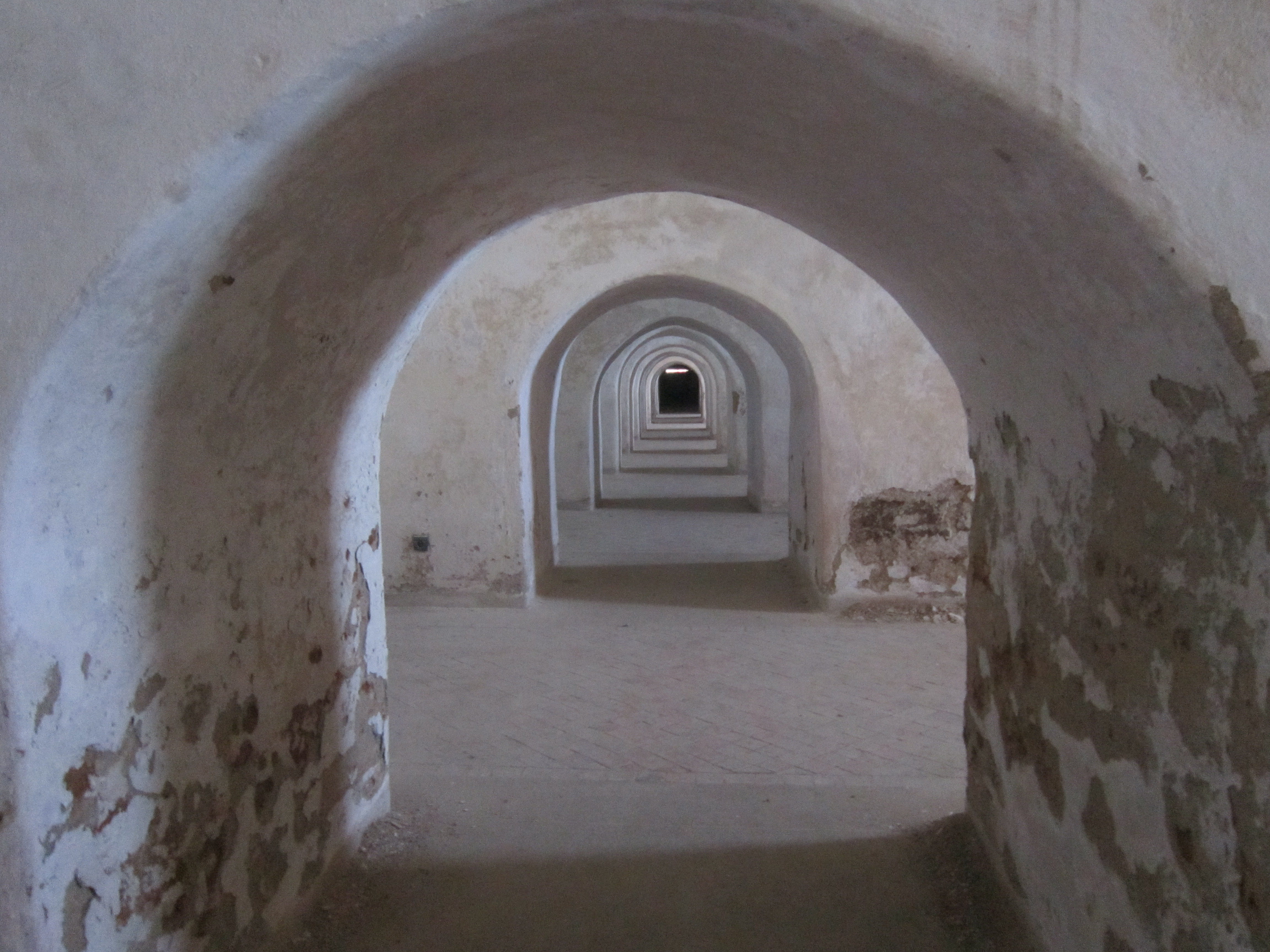
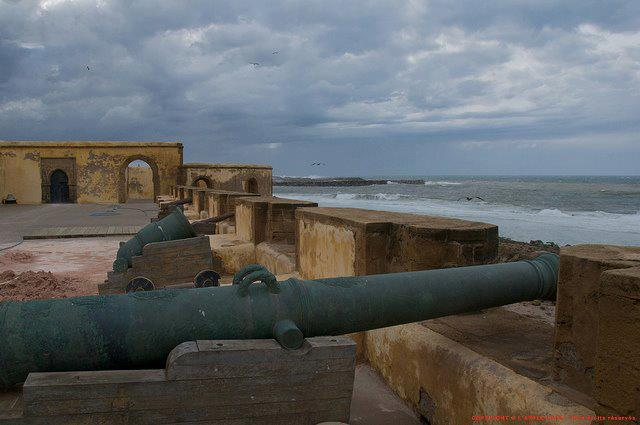